# Тан Шуньчжи
Тан Шуньчжи (*唐順之, 9 листопада 1507 —25 квітня 1560) — китайський інженер, математик, державний службовець, відомий майстер бойових мистецтв (відзначений у храмі Шаолінь) часів династії Мін.

## Життєпис
Народився у м. Уцзін (сучасне м.Чанчжоу провінції Цзянсу). Спочатку здобув домашню освіту. Потім розпочав подготовку до державних іспитів. У цей час захопився математикою, особливо працями ісламських алгебристів.
У 1529 році успішно склав столичний іспит хуейши і здобув ступінь гуншен. Йому пропонували посаду в імператорській академії Ханьлінь, але Тан обрав службу у військовому відомстві. Згодом отримує посаду правого помічника головного цензора (右僉都御史). У 1533 році стає членом Хуаньлін, де займається впорядкуванням архівних записів. Утім внаслідок хвороби на деякий час залишає державну службу.
Після одужання повертається до імператорського двору. Потім отримує посаду губрнатора повіту Фенян (в сучасній провінції Аньхой) задля посилення боротьби з піратами. Під час цієї служби Тан Шуньчжи помирає у м. Тунчжоу, перед тим зумівши знищити піратів. Посмертно отримує ім'я Сянвень.

## Математика
У доробку Тан Шуньчжи праці з вивчення методів вимірювання елементів кола. Він написав п'ять книг: «Гоу гуце фанлунь» (勾股測望論, «Міркування щодо вимірювання на відстані більшого і меншого катетів»), «Гоу гужун фан юаньлунь» (勾股容方圓論, «Міркування стосовно кола і квадрата, що вміщають в себе більший і менший катети»), «Фень фалунь» (分法論, «Міркування про методи розподілу»), Лю феньлунь (六分論, «Мірквання стосовно ділення на шість»), «Ху шилунь» (弧矢論, «Судження про дуги і хорди»). Остання є найважливішою.